# Liste der Kulturdenkmale in Seitingen-Oberflacht
In der Liste der Kulturdenkmale in Seitingen-Oberflacht sind alle Bau- und Kunstdenkmale in der Gemeinde Seitingen-Oberflacht verzeichnet. Sie leitet sich aus der Liste des Landesdenkmalamts Baden-Württemberg, dem „Verzeichnis der unbeweglichen Bau- und Kunstdenkmale und der zu prüfenden Objekte“ ab. Diese Liste wurde im Jahre 2008 erstellt. Die Teilliste für den Landkreis Tuttlingen hat den Stand vom 2. April 2008 und verzeichnet 24 unbewegliche Bau- und Kunstdenkmäler sowie acht Prüffälle. Im Folgenden werden nur die bereits festgestellten Denkmale aufgeführt.
Diese Liste ist nicht rechtsverbindlich. Eine rechtsverbindliche Auskunft ist lediglich auf Anfrage bei der Unteren Denkmalschutzbehörde des Landkreises Rottweil erhältlich.

## Allgemein
- Bild: Zeigt ein ausgewähltes Bild aus Commons, „Weitere Bilder“ verweist auf die Bilder im Medienarchiv Wikimedia Commons.
- Bezeichnung: Nennt den Namen, die Bezeichnung oder die Art des Kulturdenkmals.
- Lage: Straßenname und Hausnummer oder Flurstücknummer des Kulturdenkmals, gegebenenfalls auch den Ortsteil. Die Grundsortierung der Liste erfolgt nach dieser Adresse. Der Link (Karte) führt zu verschiedenen Kartendiensten mit der Position des Kulturdenkmals. Fehlt dieser Link, wurden die Koordinaten noch nicht eingetragen. Sind diese bekannt, können sie über ein Tool mit einer Kartenansicht einfach nachgetragen werden. In dieser Kartenansicht sind Kulturdenkmale ohne Koordinaten mit einem roten bzw. orangen Marker dargestellt und können durch Verschieben auf die richtige Position in der Karte mit Koordinaten versehen werden. Kulturdenkmale ohne Bild sind an einem blauen bzw. roten Marker erkennbar.
- Datierung: Baubeginn, Fertigstellung, Datum der Erstnennung oder grobe zeitliche Einordnung entsprechend des Eintrags in der zuständigen Denkmaldatenbank (Landesamt für Denkmalpflege Baden-Württemberg).
- Beschreibung: Kurzcharakteristik des Kulturdenkmals.

## Kulturdenkmale in der Gemeinde Seitingen-Oberflacht

### Seitingen
| Bild           | Bezeichnung                          | Lage                                    | Datierung                       | Beschreibung | ID                       |
| -------------- | ------------------------------------ | --------------------------------------- | ------------------------------- | --- | ------------------------ |
| Weitere Bilder | Gefallenendenkmal                    | Seitingen, bei Am Kirchberg 12 (Karte)  | 1952                            | Gefallenendenkmal für die Gefallenen beider Weltkriege. Im Zentrum ein kapellenartiger Bau, darin ein Steinkreuz mit den Namen der Gefallenen und Vermissten des Ersten Weltkriegs, rechts davon ein Soldat, links eine Frau mit Kind. Rechts und links des Baus im Halbkreis sind Tafeln der Gefallenen und Vermissten des Zweiten Weltkriegs angeordnet. Das Denkmal wurde 1952 durch den Bildhauermeister Teufel aus Tuttlingen errichtet. Geschützt nach § 2 DSchG |                          |
|                | Kaplanei                             | Seitingen, Am Kirchberg 17 (Karte)      | 18. Jahrhundert                 | Ehemalige Kaplanei, heute katholisches Gemeindezentrum. Zweigeschossig mit Satteldach. Geschützt nach § 2 DSchG |                          |
|                | Schwesternhaus                       | Seitingen, Am Kirchberg 19 (Karte)      | 18. Jahrhundert                 | Wohnhaus (alter Kindergarten), ehemals Schwesternhaus. Zweigeschossig mit Satteldach. Geschützt nach § 12 DSchG |                          |
|                | Wegkreuz                             | Seitingen, bei Am Kirchberg 19 (Karte)  |                                 | Wegkreuz aus Holz. Geschützt nach § 2 DSchG |                          |
|                | Pfarrscheuer                         | Seitingen, Am Kirchberg 20a (Karte)     |                                 | Pfarrscheuer, heute Veranstaltungsraum. Geschützt nach § 2 DSchG |                          |
| Weitere Bilder | katholische Kirche Maria Himmelfahrt | Seitingen, Am Kirchberg 24 (Karte)      |                                 | Katholische Kirche Maria Himmelfahrt mit Befestigungsresten. Die spätgotische Kirche wurde unter dem Konstanzer Dompropst Johann Ferdinand von Waldburg-Wolfegg 1757–1759 umgebaut und erweitert. 1759 Ausmalung durch Franz Ludwig Herrmann, 1762 geweiht. Einschließlich historischer Ausstattung und Zubehör. Geschützt nach § 12 DSchG | Wikidata-Objekt anzeigen |
| Weitere Bilder | Eustasiuskapelle                     | Seitingen, Anstatt 4 (Karte)            | 1590 geweiht                    | Mit spätgotischem, rippengewölbtem Chor. Im 17. Jahrhundert Umbau und Erweiterung. Hochaltar von Balthasar Zeiger aus Waldshut 1710, die Seitenaltäre von 1721. Einschließlich historischer Ausstattung und Zubehör Geschützt nach § 12 DSchG |                          |
|                | Gotisches Haus                       | Seitingen, Filderweg 1 (Karte)          |                                 | Zweigeschossig mit Satteldach. Zum Denkmal gehört auch der Treppengiebel, der Anbau jedoch nicht. Geschützt nach § 2 DSchG | BW                       |
|                | Feldkreuz                            | Seitingen, Filderweg (Karte)            |                                 | Schmiedeeisernes Kreuz auf Steinsockel. Inschrift: „Es kommt die Stunde in der die die in den Gräbern ruhen die Stimme des Sohnes Gottes hören werden“. Geschützt nach § 2 DSchG |                          |
|                | Feldkreuz                            | Seitingen, Gewann Grieß (Karte)         | 1909                            | Feldkreuz aus Stein. Inschrift: „Christus hat für uns gelitten und uns ein Beispiel hinterlassen, dass wir in seine Fußstapfen eintreten sollen. 1. Petr. 2,21, 1909“ Geschützt nach § 2 DSchG |                          |
|                | Einhaus                              | Seitingen, Gunninger Straße 2 (Karte)   | 18. Jahrhundert                 | Zweigeschossiges Einhaus mit Satteldach, einschließlich Scheune und Stall. Geschützt nach § 2 DSchG |                          |
|                | Einhaus                              | Seitingen, Gunninger Straße 30 (Karte)  | 18. Jahrhundert                 | Zweigeschossiges Einhaus mit Satteldach, ehemals mit Scheune, Schopf und Stall. Geschützt nach § 2 DSchG |                          |
|                | Feldkreuz                            | Seitingen, Gunninger Straße (Karte)     | 1921                            | Feldkreuz aus Stein. Inschriften: „Befiehl dem Herrn deine Wege und hoffe auf Ihn“; „Mein Jesu Barmherzigkeit“. Geschützt nach § 2 DSchG |                          |
|                | Filiale der Firma Matth. Hohner      | Seitingen, Kehlhofstraße 12 (Karte)     | 1904                            | Filiale der Firma Matth. Hohner. Dreigeschossiges, verschindeltes Gebäude mit Satteldach. Geschützt nach § 2 DSchG |                          |
|                | Ehemaliger Farrenstall               | Seitingen, Kehlhofstraße 15 (Karte)     |                                 | Geschützt nach § 2 DSchG |                          |
|                | Einhaus                              | Seitingen, Obere Hauptstraße 19 (Karte) | 18. Jahrhundert                 | Zweigeschossiges Einhaus mit Satteldach, einschließlich Scheune und Stall, vermutlich im 20. Jahrhundert durch weiteren Stall und Schopfanbau erweitert. Geschützt nach § 2 DSchG |                          |
|                | Einhaus                              | Seitingen, Tuttlinger Straße 17 (Karte) | 18. Jahrhundert                 | Eingeschossiges Einhaus einschließlich Scheune und Stall. Geschützt nach § 2 DSchG | BW                       |
|                | Sühnekreuze                          | Seitingen, Tuttlinger Straße 17 (Karte) | Ende 16./Anfang 17. Jahrhundert | Zwei Sühnekreuze. Geschützt nach § 2 DSchG |                          |
|                | Feldkreuz                            | Seitingen, Wurmlinger Steige            | 1910                            | Feldkreuz aus Stein, Inschrift: „Jesu Barmherzigkeit, 1910“ Geschützt nach § 2 DSchG |                          |

### Oberflacht
| Bild | Bezeichnung       | Lage                                   | Datierung | Beschreibung | ID |
| ---- | ----------------- | -------------------------------------- | --------- | --- | -- |
|      | Feldkreuz         | Oberflacht, Gewann Eichen (Karte)      | 1904      | Feldkreuz aus Stein und Marmor mit Metallkorpus. Inschrift: „Es ist vollbracht, 1904“. Geschützt nach § 2 DSchG |    |
|      | Gefallenendenkmal | Oberflacht, Hauptstraße (Karte)        | 1923      | Denkmal für die Gefallenen beider Weltkriege zwischen drei Lindenbäumen. Inschrift: „St. Michael bitt für uns“. 1923 errichtet, 1954 erweitert und durch die beiden Steinsäulen mit den Namen der Gefallenen und Vermissten der beiden Weltkriege. Geschützt nach § 2 DSchG |    |
|      | Wegkreuz          | Oberflacht, vor Lindenstraße 1 (Karte) | 1918      | Wegkreuz aus Sandstein mit Metallkorpus. Inschriften: „Im Kreuz ist Heil“, „Gestiftet Theodor Keller Ausgef. v. Ant. Stannecker, Wurmlingen 1918“. Geschützt nach § 2 DSchG                                                                                                 |    |
|      | Wegkreuz          | Oberflacht, bei Unterhofen 2 (Karte)   | 1927      | Wegkreuz aus Stein mit Metallkorpus. Inschrift: „Mein Jesu Barmherzigkeit 1927 gest. von Joh. Buschle Oberflacht“. Geschützt nach § 2 DSchG |    |
|      | Grenzzeichen      | Oberflacht                             |           | Sachgesamtheit Grenzzeichen der Gemarkungsgrenze Balgheim, einschließlich der nicht am ursprünglichen Ort befindlichen Grenzsteine. Ebenfalls Grenzzeichen der Gemarkungswälder. Geschützt nach § 2 DSchG                                                                   |    |